# Anton Francesco Filippini
 (septembre 2022).
Si vous disposez d'ouvrages ou d'articles de référence ou si vous connaissez des sites web de qualité traitant du thème abordé ici, merci de compléter l'article en donnant les références utiles à sa vérifiabilité et en les liant à la section « Notes et références ».
Anton Francesco Filippini (San-Nicolao, 14 juillet 1908 – Oriolo Romano, 22 octobre 1985) était un écrivain, poète corse. Il était également un irrédentiste italien.

## Biographie
Il est né à San-Nicolao en Haute-Corse en 1908, descendant d'une ancienne famille insulaire. Pupille de la nation, son père, natif de San Damianu d'Ampugnani, en Castagniccia, étant mort pendant la Grande Guerre, Anton Francescu Filippini effectue ses études au lycée de Bastia. Il a fait partie du mouvement autonomiste de « A Muvra » et a été secrétaire de rédaction du magazine L'Altagna, dirigé par Domenico Carlotti. Il se rend à Rome en 1927, où il obtient un diplôme en sciences politiques avec une thèse consacrée à Napoléon et Carlo Andrea Pozzo di Borgo. Installé définitivement dans la capitale italienne, il fonde et dirige le périodique irrédentiste L'Idea Corsa, collabore aussi avec les revues Corsica Antica e Moderna, L’Archivio Storico di Corsica et d'importantes revues politiques et littéraires.
Il a continué à écrire des poèmes aussi bien en corse qu'en italien tout au long de sa vie, il a également traduit du français en italien les contes de Prosper Mérimée, publiés par l'éditeur Casini et les poèmes de Paul Valéry, Baudelaire, Verlaine et d'autres poètes français, dans son œuvre Il garbo della Rosa. Pendant la Seconde Guerre mondiale, il s'engage dans l'armée royale italienne et collabore avec les Gruppi di cultura corsa de Petru Giovacchini.
Dans les années qui ont suivi le conflit, il a collaboré avec des magazines littéraires de culture corse et de poésie (La Carovana, Il Convivio Letterario, Belli, Cavour etc.) et des magazines et journaux corse (U Muntese, Kyrn, Paese Còrsu et autres). Son activité littéraire était principalement orientée vers le salut de l'intégrité de la langue corse. Dans les derniers mois de sa vie, pris d'une grave maladie, il s'installe chez son frère à Oriolo Romano dans la province de Viterbo, où il décède en 1985 à l'âge de 77 ans sans jamais avoir revu son île natale.
Il est considéré par un grand nombre d'historiens de la littérature corse comme l'un des plus grands poètes insulaires.

## Poésie
- Puesie, Livourne, Ed. Raffaello Giusti 1929 (II éd. 1931)
- Ballate Corse, Rome, Modernissima, 1939
- E miò Lune, Palerme, Ediz. Salvatore Sciascia, 1956
- U Prunalbellu, Milan, Ed. Convivio Letterario, Milan 1958
- Lochi e Stagioni, Rome, Editeur Cardini. 1968
- Acqua d'Aprile - Poesie nel dialetto di Corsica , Rome, Ed. Cardini, 1969
- Alla Silente Riva, Rome, Ed.Cardini, 1970 (en italien)
- A Bisaccia - Favule Vecchie et Nove, Ajaccio, La Marge, 1980
- Belle Calende, Rome, Giorgetti Graphics, 1982
- Prime Puesie (IIIe édition), Rome, Giorgetti Graphics, 1985
- Napoleone e Pozzo di Borgo, Turin, Gatto Ed., 1990 (histoire diplomatique en italien - posthume)
- Caracuti, Rome, Giorgetti Graphics, 1991 (à titre posthume)
- Flumen Dei, Bastia, Librairie Marzocchi, 1992 (posthume)
- Quarisiminu, prose in còrsu et in italianu, Bastia, Ed. Anima Corsa, 1996 (posthume)
- Vucabulariu Còrsu - Italianu - Francese, Bastia, Ed. Anima Corsa, 1999 (posthume)